# Marokkanische Juden
Marokkanische Juden (arabisch اليهود المغاربة al-Yahūd al-Maghāriba, hebräisch יהודים מרוקאים Yehudim Maroka'im) sind Juden, die in Marokko leben oder marokkanischer Abstammung sind. Marokkanische Juden bilden eine alte Gemeinschaft, die bis in die römische Zeit zurückreicht. Juden begannen bereits um 70 n. Chr., in die Region einzuwandern. Sie wurden später von einer zweiten Welle von Migranten von der Iberischen Halbinsel getroffen, in der Zeit, die unmittelbar vor und nach der Ausstellung des Alhambra-Edikts von 1492 lag, als Juden aus Spanien vertrieben wurden und kurz darauf aus Portugal. Diese zweite Welle von Einwanderern veränderte das marokkanische Judentum, das größtenteils die andalusische sephardische Liturgie übernahm, und führte zu einem überwiegend sephardischen Identitätswechsel.
Die Einwanderung marokkanischer Juden nach Israel hat im Laufe der Jahrhunderte der jüdischen Geschichte stattgefunden. Marokkanische Juden errichteten 1867 das erste selbstgebaute Viertel außerhalb der Mauern Jerusalems (Mahane Israel) sowie die ersten modernen Stadtviertel in Tel Aviv, Haifa und Tiberias.
Auf ihrem Höhepunkt in den 1950er Jahren betrug die jüdische Bevölkerung Marokkos etwa 250.000–350.000, doch aufgrund der Migration marokkanischer Juden nach Israel und anderen Nationen, einschließlich der Operation Yachin von 1961 bis 1964, hat sich diese Zahl auf etwa 2.500 reduziert. Die überwiegende Mehrheit der marokkanischen Juden lebt jetzt in Israel, wo sie die zweitgrößte jüdische Gemeinschaft bilden, ungefähr eine halbe Million. Weitere Gemeinschaften findet man in Frankreich, Kanada, Spanien, den Vereinigten Staaten und Südamerika, hauptsächlich in Venezuela, Brasilien und Argentinien.
Die Zuneigung und der Respekt zwischen Juden und dem Königreich Marokko sind nach wie vor spürbar. Jedes Jahr werden Rabbiner und Gemeindeleiter aus der ganzen Welt zur Thronfeier eingeladen, die am 30. Juli in Rabat stattfindet. Während der Feierlichkeiten im Jahr 2014 widmete Rabbi Haim A. Moryoussef aus Kanada sein Buch Le Bon Oeil – Ben Porath Yossef König Mohammed VI. und überreichte ihm einen handgeschriebenen Segen auf Pergament, in dem er ihm ein gesundes, langes und erfolgreiches Leben wünschte.

## Geschichte

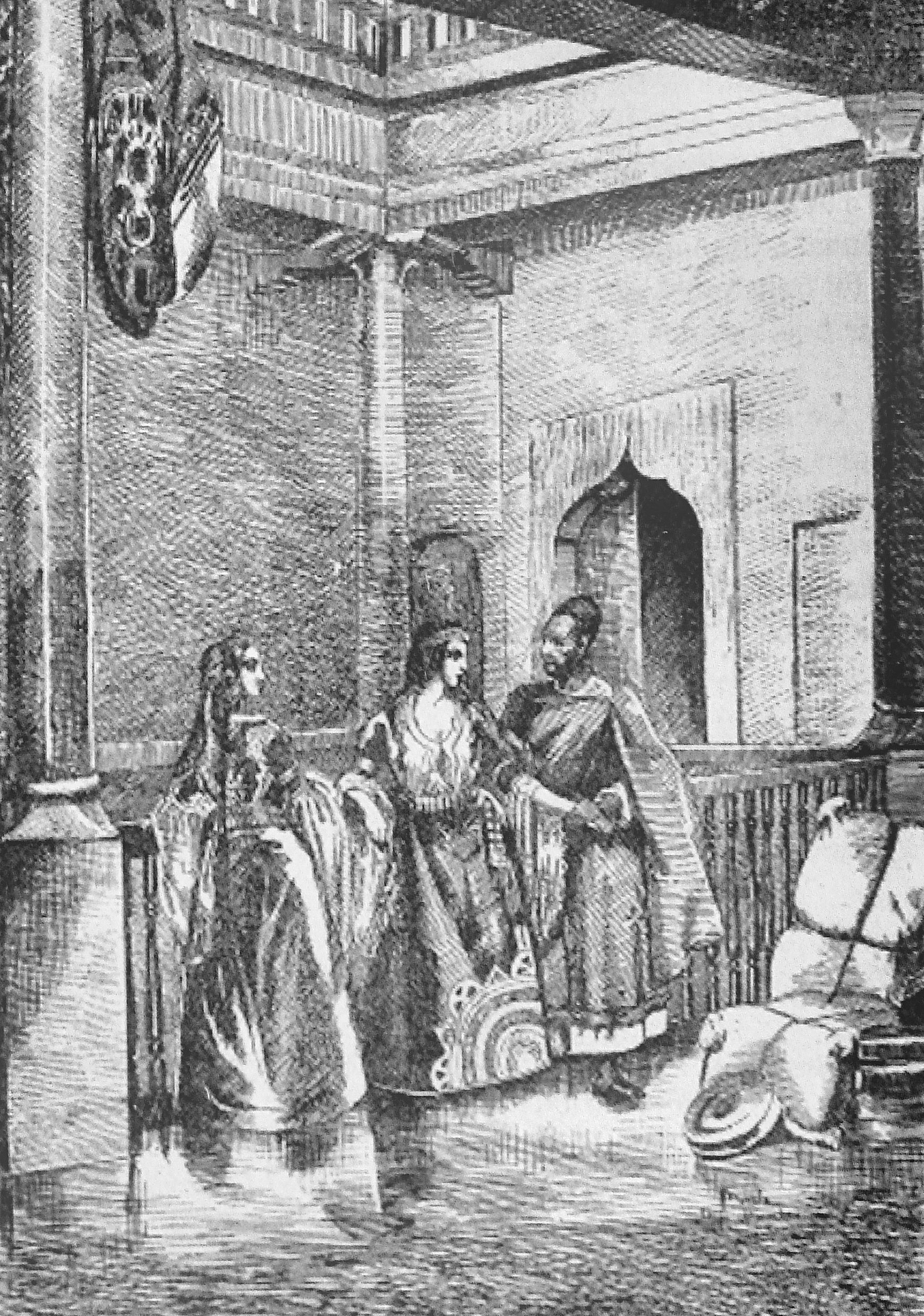
Radierung eines jüdischen Hauses in Mogador, Darondeau (1807–1841)

Marokkanische Juden bilden eine alte Gemeinschaft, die bereits um 70 n. Chr. in die Region einwanderte. Emily Gottreich behauptet, dass die jüdische Migration nach Marokko vor der vollständigen Ausformung des Judentums stattfand, da der Talmud „zwischen 200 und 500 n. Chr. geschrieben und redigiert wurde.“ Gemäß den Normen des islamischen Rechtssystems hatten jüdische Marokkaner separate Gerichtshöfe für das „persönliche Recht“, unter dem Gemeinschaften (muslimisches Scharia-Recht, christliches Kanonisches Recht und jüdisches Halacha-Recht) erlaubt waren, sich nach ihrem eigenen System selbst zu regieren.
Während des Spätmittelalters, insbesondere nach der Vertreibung der Juden durch das Alhambra-Edikt, wanderten viele sephardische Juden aus al-Andalus in den Maghreb aus, um der Inquisition in Spanien und Portugal zu entkommen. Sie werden als Megorashim bezeichnet, während die bereits in Marokko lebenden Juden als Toshavim bekannt sind. Viele sephardische Juden ließen sich in Fès und Marrakesch nieder. In den folgenden Jahrhunderten kehrten Conversos, die in die iberischen Kolonialgebiete in Amerika und im Atlantik verbannt worden waren, zum Judentum zurück und siedelten sich ebenfalls in Marokko an.
Mitte des 19. Jahrhunderts begannen marokkanische Juden, aus dem Landesinneren in Küstenstädte wie Essaouira, Mazagan, Asfi und später Casablanca auszuwandern, um wirtschaftliche Chancen zu nutzen. Sie beteiligten sich am Handel mit Europäern und an der Entwicklung dieser Städte. Die Alliance Israélite Universelle eröffnete 1862 ihre erste Schule in Tetuan.

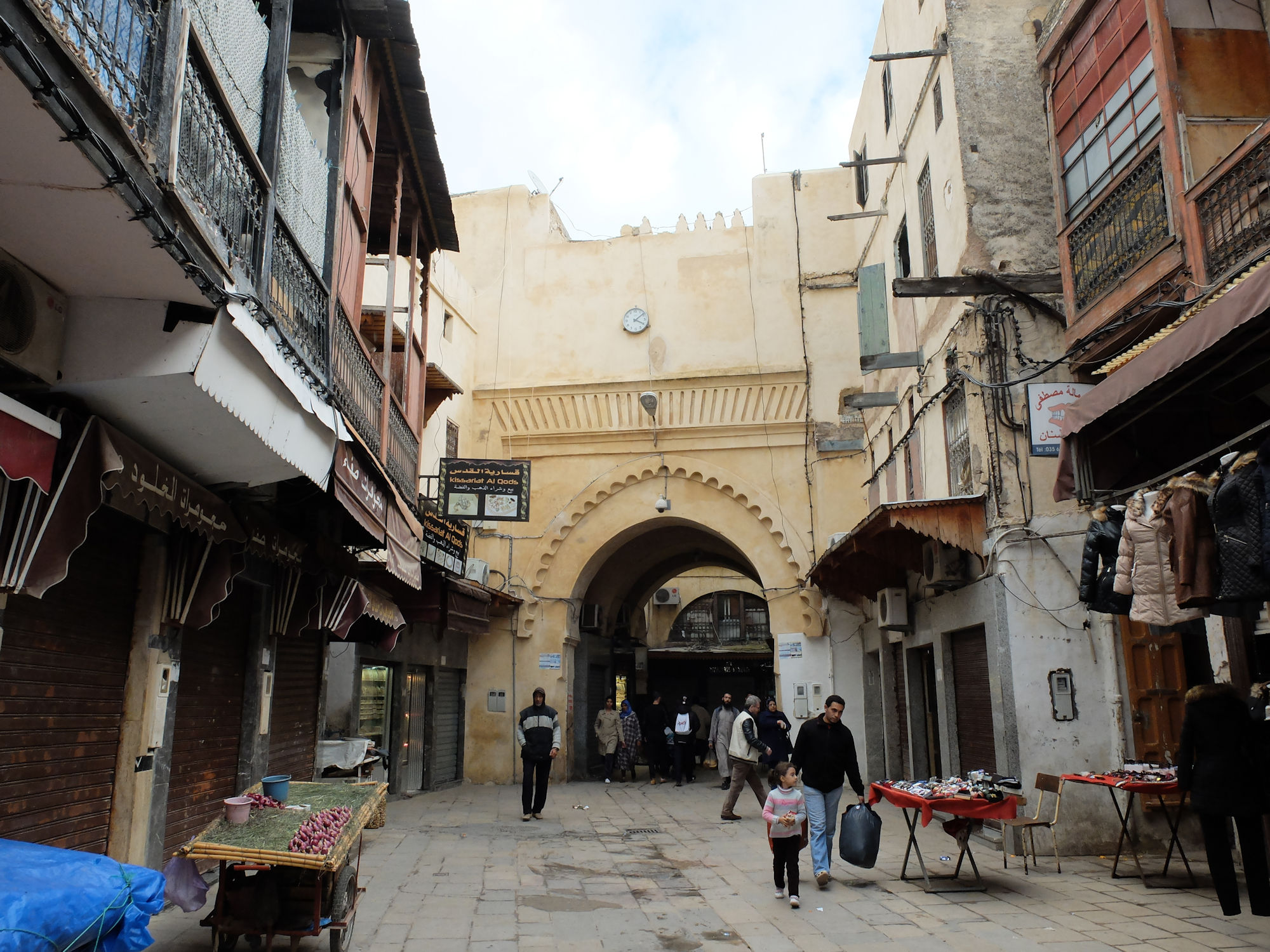
Die Balkone in der Mellah von Fes, einem alten jüdischen Viertel, unterscheiden die Häuser von den Häusern der Muslime dieser Zeit.

Nach der Gründung Israels 1948, und wegen innerer Unruhen in den 1950er Jahren in Marokko, kam es in den nächsten Jahrzehnten zu Wellen jüdischer Auswanderung nach Israel, Frankreich, und Kanada. Shay Hazkani recherchierte, dass von den 20 000, die 1948–1949 an der Alija teilnahmen, 1 000 in der IDF dienten. Obwohl 70 % heimkehren wollten, gelang es nur 6 % von ihnen, wegen einer Vielfalt an bürokratischen Hindernisse, darunter Israelische Beschlagnahmung ihrer Pässe, und marokkanische Zurückhaltung gegen ihrer Rückführung. Marokkanische Juden wanderten aus verschiedenen Gründen aus: einige aus religiösen Gründen, andere wegen Verfolgung, und noch weitere in der Hoffnung auf bessere wirtschaftliche Aussichten im Vergleich zur Situation im postkolonialen Marokko. Mit jedem Krieg zwischen Arabern und Israelis stiegen die Spannungen zwischen Arabern und Juden, was zu weiterer jüdischer Auswanderung führte. Bis zum Jom-Kippur-Krieg im Jahr 1973 war die Mehrheit der jüdischen Bevölkerung Marokkos ausgewandert.
Als Protektorat von Frankreich wurde ein Teil Marokkos stark von der französischen Kultur beeinflusst. Dasselbe gilt für jene Teile des Landes, die zu Spanien gehörten. Traditionell wurden die Juden als französisch-marokkanisch oder spanisch-marokkanisch eingestuft, je nachdem, wo in Marokko sie lebten. Überreste dieser Klassifikationen sind bis heute spürbar. Diese Unterschiede spiegeln sich in Sprache, Essen, Nachnamen und sogar in der Liturgie wider. Frühe Fotografien marokkanisch-jüdischer Familien, die zu Beginn des 20. Jahrhunderts vom deutschen Entdecker und Fotografen Hermann Burchardt aufgenommen wurden, befinden sich heute im Ethnologischen Museum Berlin.
Die meisten Juden in Marokko lebten in den späten 1930er Jahren in ärmlichen Gegenden. Dies war zum Teil auf die erhöhte Besteuerung durch das französische Protektorat zurückzuführen. 1936 wurde der Jude Léon Blum zum Premierminister von Frankreich ernannt. Dies gab einigen marokkanischen Juden die Hoffnung, dass sie möglicherweise irgendwann französische Staatsbürger werden könnten, so wie die algerischen Juden durch das Crémieux-Dekret die französische Staatsbürgerschaft erlangten. Den algerischen Juden wurde das Recht gewährt, nach Frankreich zu reisen, was den Wunsch der marokkanischen Juden, die französische Kultur in einem ähnlichen Ausmaß wie die algerischen Juden anzunehmen, noch verstärkte.
Während des marokkanischen Unabhängigkeitskampfes in den 1950er Jahren wurden mehrere Versprechen gemacht, um der jüdischen Gemeinschaft in einem zukünftigen unabhängigen Marokko gleiche Rechte zu garantieren, teilweise aufgrund der Lobbyarbeit marokkanischer Nationalisten in den Vereinigten Staaten.
Heute lebt eine kleine Gemeinschaft von etwa 2.000–2.500 Juden in Marokko. Allerdings wandern mit zunehmender Tendenz junge Männer aus der Gemeinschaft nach Israel und Frankreich aus. Laut The Economist hat „kein arabisches Land so viel unternommen wie Marokko, um sein jüdisches Erbe wiederzubeleben“ (Stand 2017). Das Land hat 110 Synagogen restauriert und verfügt über das einzige jüdische Museum in der arabischen Welt. Mehr als 50.000 Israelis besuchen Marokko jährlich.

## Heutige Gemeinschaften

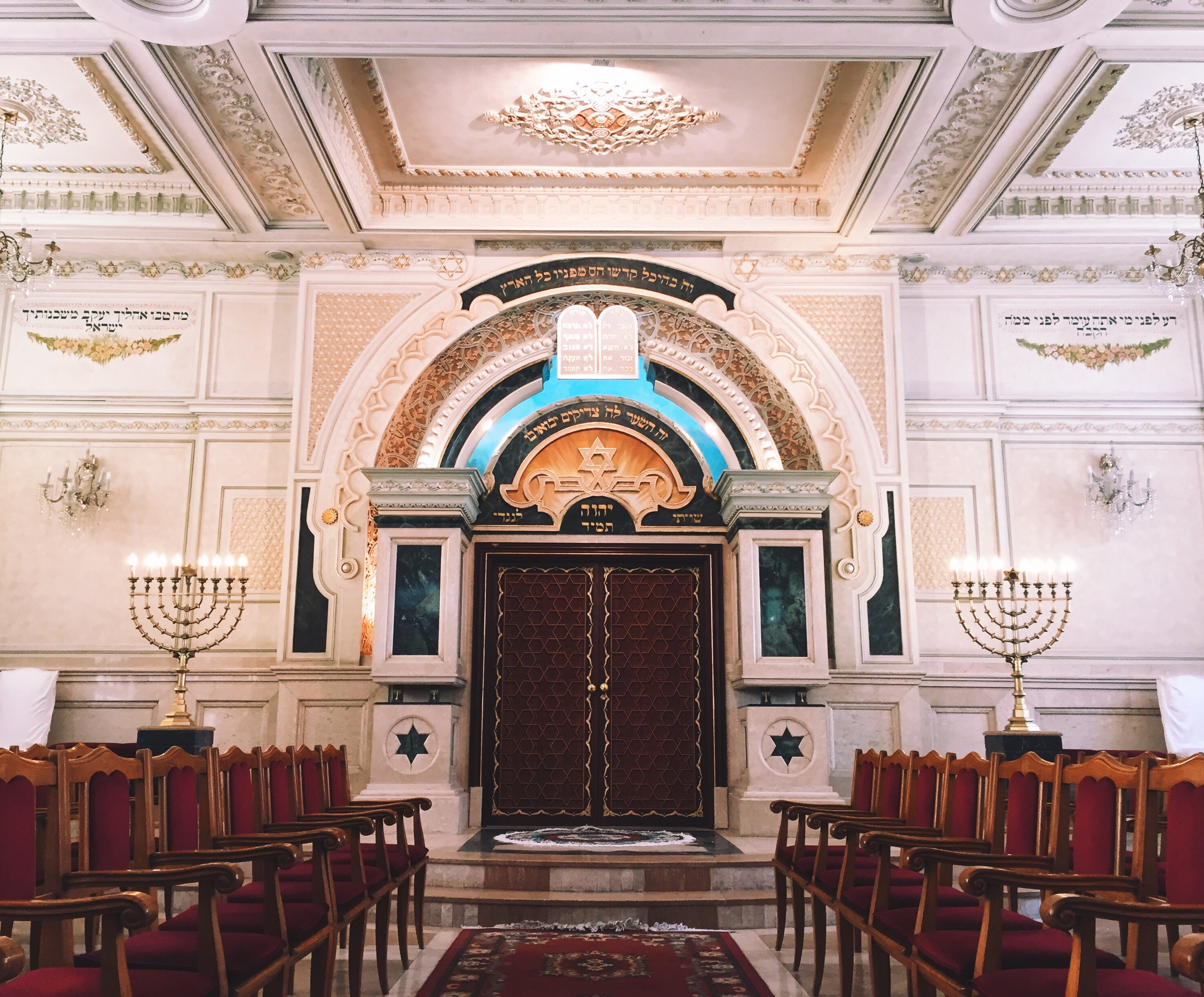
Beth-El-Synagoge in Casablanca im Jahr 2017.

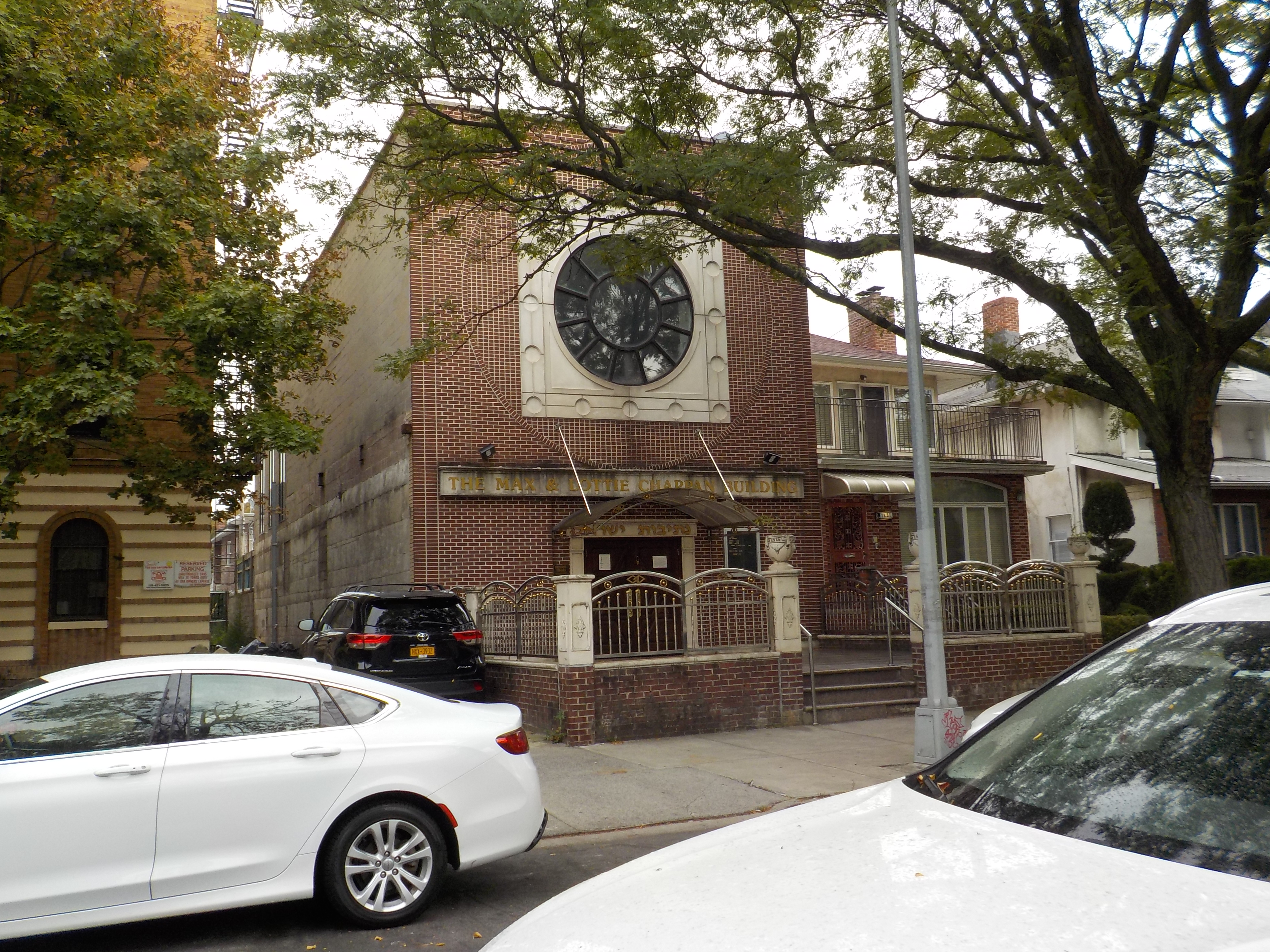
Netivot-Yisrael-Gemeinde in Brooklyn.

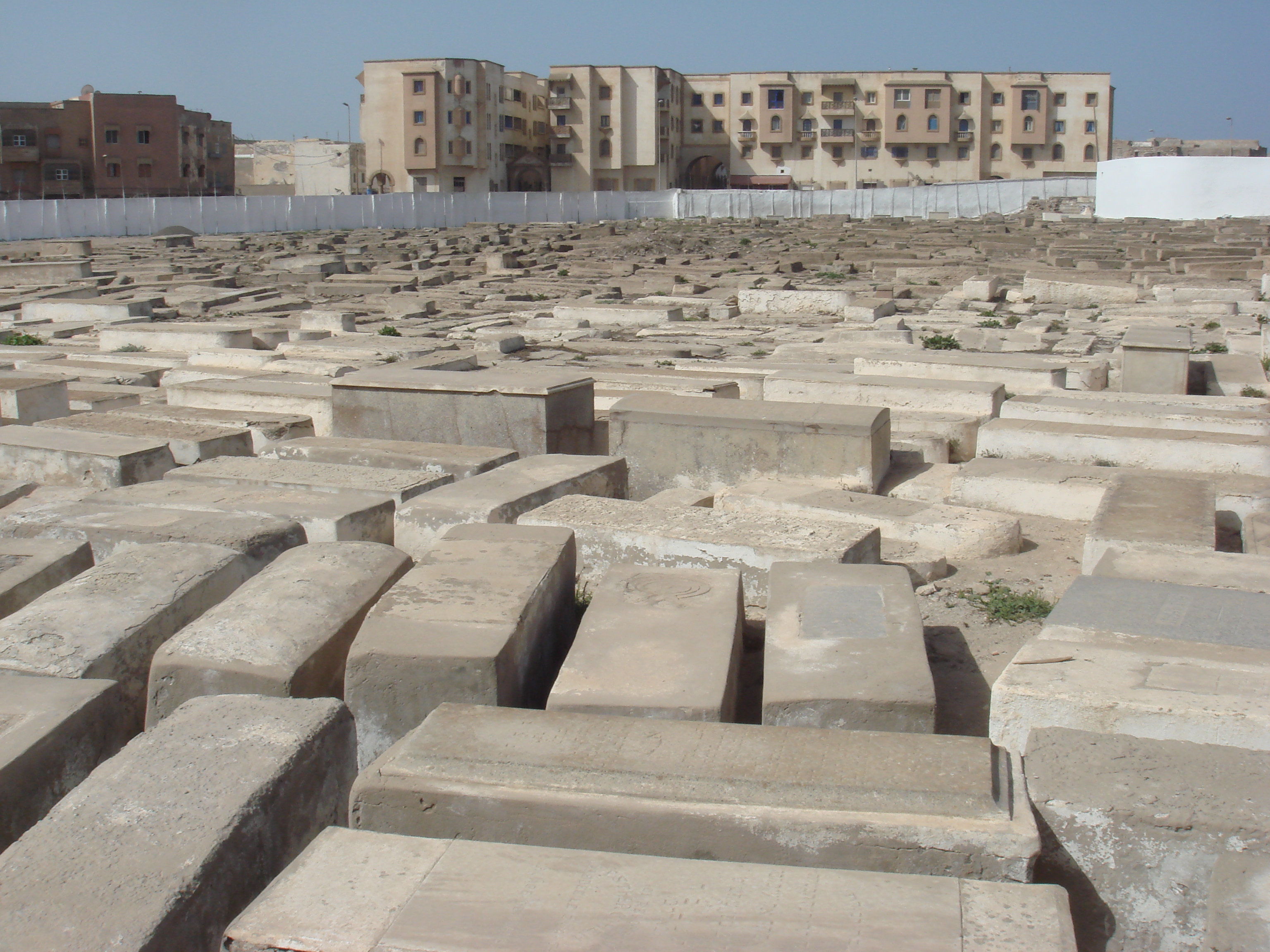
Jüdischer Friedhof, in Essaouira

- Marokko: Im Jahr 2012 wurde geschätzt, dass noch 2.000–2.500 Juden in Marokko lebten, hauptsächlich in Casablanca.[4] In anderen Städten soll es kleinere, alternde Bevölkerungsgruppen geben.
- Israel: In den 1950er Jahren gab es große Wellen der jüdischen Auswanderung von Marokko nach Israel. Viele marokkanische Juden wurden in periphere Entwicklungsstädte umgesiedelt, während andere sich in größeren, bereits etablierten Städten niederließen. Heute findet man Juden marokkanischer Herkunft überall in Israel.
- Frankreich: große Gemeinschaften in Paris, Marseille, Straßburg, Lyon und Nizza.
- Argentinien: hauptsächlich in Buenos Aires und Rosario.
- Brasilien: Amazonasjuden leben hauptsächlich in Belém (etwa 450 Familien), Manaus (etwa 250 Familien) und Rio de Janeiro (etwa 100 Familien),[22] mit kleinen Gemeinschaften, die über die gesamte Amazonasregion verstreut sind. Im Jahr 2009 wurden 200 Jahre seit der ersten Einwanderungswelle in die Amazonasregion gefeiert.[23] Ein bekannter Nachkomme marokkanischer Juden in Brasilien ist der brasilianische Senator für die Amazonas-Provinz Amapá, Davi Alcolumbre, der 2019 Präsident des Senats wurde. Auch die örtlichen Geschäftsleute Isaac Benayon Sabba und Samuel Benchimol sind bekannte Persönlichkeiten.
- Kanada: In den 1950er Jahren begann Kanada, Visa an Juden aus Marokko zu vergeben. Große Gemeinschaften entwickelten sich in Montreal und Toronto. Marokkaner wurden von Kanada aufgrund seiner hohen Lebensqualität angezogen, und insbesondere Montreal aufgrund der französischen Sprache. Toronto ist bekannt für seine bedeutende marokkanische Bevölkerung, die aus Städten wie Tanger und Tetouan stammt. In der jüngeren Vergangenheit wurde jedoch auch in dieser vorwiegend marokkanischen Stadt ein Aufkommen französisch-marokkanischer liturgischer Musik und Bräuche festgestellt. Zum Beispiel wurde die traditionelle marokkanische Bakashot, klassische Musik, die von sephardischen Juden in den Wintermonaten in Ländern des Nahen Ostens am Freitagabend gesungen wird, durch jüngste Aufführungen der Magen-David-Gemeinde wiederbelebt.[24]
- Venezuela: hauptsächlich in Caracas.
- Gibraltar: die Jüdische Gemeinde in Gibraltar stammt ursprünglich aus Tanger und Tétouan.
- Vereinigte Staaten: 1972 wurde die marokkanisch-jüdische Organisation (MJO)[25] gegründet. Die Gründungsmitglieder schufen marokkanische Dienstleistungen und eine Synagoge in Forest Hills, NY, die Shaar Hashamayim Sephardic Synagogue genannt wurde. Mitglieder und Teilnehmer der MJO gründeten später weitere marokkanische Synagogen und Batei Midrashot / Häuser des [Torah-]Studiums in Manhattan (Manhattan Sephardic Cong.), Brooklyn (Netivot Yisrael), Fort Lee, NJ, Cedarhurst (HaChaim veHaShalom) und Philadelphia, PA. Ebenso wie in Kanada gab es Versuche, die Bakashot-Musik durch die örtlichen marokkanisch-jüdischen Gemeinden, insbesondere in New York, wiederzubeleben.[26]

## Die Mellahs
Die jüdischen Viertel in Marokko wurden Mellahs genannt. Juden in Marokko galten unter dem muslimischen Gesetz als Dhimmis, was bedeutete, dass sie eine geschützte religiöse Minderheit waren, die sich von der muslimischen Mehrheit unterschied, und daran gehindert wurden, an bestimmten Aktivitäten teilzunehmen. Dhimmis, wie die Juden, wurden jedoch geduldet, gemäß dem Pakt von Umar im 7. Jahrhundert, im Gegensatz zur Politik der Intoleranz, die Christen gegenüber Juden im damaligen Europa praktizierten. Die Sultane schränkten die Juden auf die Mellahs ein, was viele als einen Versuch sehen, sie zu isolieren und sie vor Aufständischen zu schützen; Die Sultane wollten jedoch auch die Juden aus politischen Gründen schützen, da ein Angriff auf Minderheiten als ein Angriff auf die Macht des Sultans angesehen wurde. Die Sultane schränkten also die Juden in den Mellahs ein, sowohl zu ihrer Sicherheit als auch um die Macht des Sultans vor Aufständischen zu schützen. Das Wort Mellah ähnelt dem hebräischen Wort für Salz, „Melach“ (מלח); es bezieht sich auf das salzige, sumpfige Gebiet, in das die Juden Nordmarokkos ursprünglich umgesiedelt wurden und wo sie sich versammelten. Die Mellah war kein Ghetto und war nicht ähnlich strukturiert wie jüdische Viertel in Europa. Bis ins 20. Jahrhundert hatten die meisten marokkanischen Städte eine Mellah.

## Kultur
Das marokkanische Judentum entwickelte sich aus einer Mischung verschiedener Kulturen, die Marokko geprägt haben: Hebräisch, Arabisch, Amazigh, Französisch und Spanisch.

### Musik

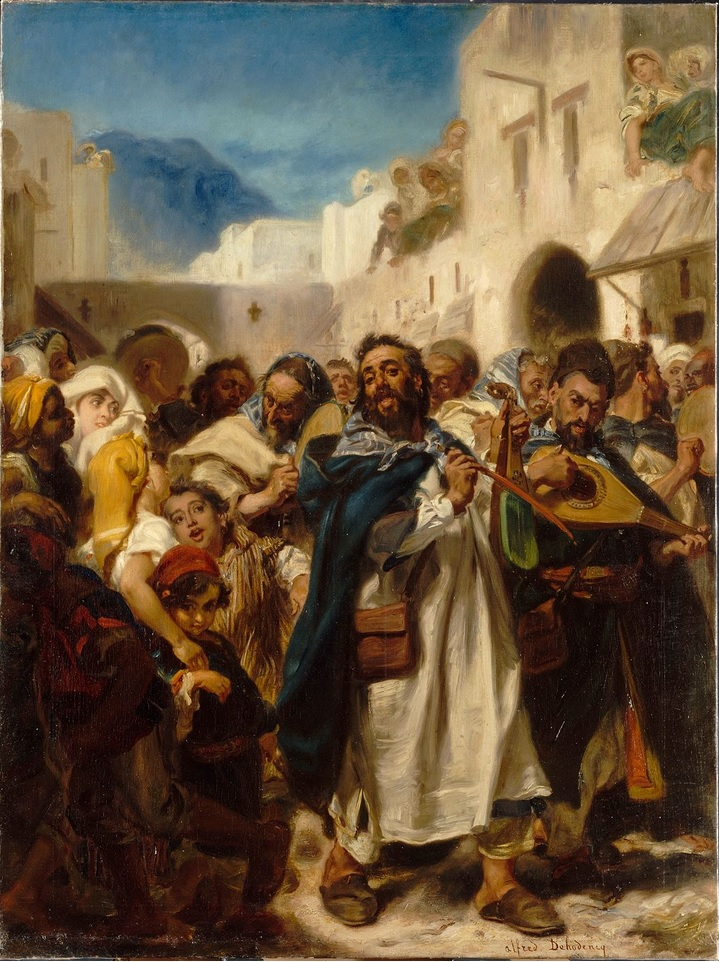
Jüdisches Fest in Tetuan, Alfred Dehodencq, 1865, Musée d’art et d’histoire du Judaïsme

Schon vor der Ankunft sephardischer Juden in Marokko spielten und entwickelten marokkanische Juden klassische andalusische Musik und integrierten sie in ihre liturgische Musik. In seinem Buch *"Juifs d'Andalousie et du Maghreb"* schrieb Haim Zafrani über die musikalischen Traditionen jüdischer Gemeinden in Nordafrika: „In Spanien und Marokko waren Juden begeisterte Pfleger der andalusischen Musik und eifrige Hüter ihrer alten Traditionen...“

### Die Küche
Die marokkanisch-jüdische Küche vereint lokale marokkanische Aromen, kulinarische Traditionen jüdischer Migranten und die Vorschriften der koscheren Ernährung. Sie ist eng mit sozialen und religiösen Anlässen verbunden, insbesondere mit den Mahlzeiten am Schabbat und an Feiertagen, und umfasst Gerichte wie Couscous und Tajine. Die Küche spiegelt Einflüsse aus arabischen, berberischen, französischen und spanischen Traditionen wider, mit einem besonderen Schwerpunkt auf Gewürzen, Kräutern und Gemüse.
Eines der bekanntesten Gerichte der marokkanisch-jüdischen Küche ist das traditionelle Schabbat-Mahl: Skhina, auch Dfina (دفينة „vergraben“) genannt. Es gibt auch eine koschere Version der Pastilla. Zu Feiertagen werden spezielle Speisen zubereitet, wie beispielsweise zur Mimouna-Feier nach Pessach, bei der süße Köstlichkeiten und symbolische Leckereien serviert werden, darunter Mofletta – eine süße Pfannkuchenart mit Butter und Honig. Mahia, ein Aperitif, der aus Datteln oder Feigen destilliert wird, ist traditionell mit der jüdischen Gemeinschaft Marokkos verbunden.

### Henna

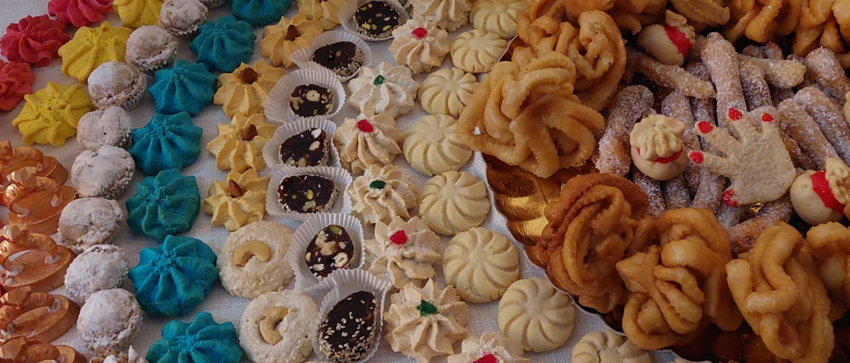
Süßigkeiten, die bei einer Henna-Feier vor der Hochzeit in Israel serviert werden.

Traditionelle Henna-Feiern finden normalerweise innerhalb der Woche vor einem besonderen Anlass statt, wie einer Hochzeit, einer Bar-Mitzwa oder einer Babyparty. Während der Henna-Feier vor der Hochzeit bestreicht die Matriarchin der Familie (oft die Großmutter) die Handflächen der Braut und des Bräutigams mit Henna, um dem neuen Paar symbolisch Gesundheit, Fruchtbarkeit, Weisheit und Sicherheit zu verleihen. In der marokkanischen Tradition wird geglaubt, dass das Henna das Paar vor Dämonen schützt. Die Großmutter bedeckt das Henna – eine teigartige Paste, die aus zerkleinerten Blättern der Henna-Pflanze und Wasser hergestellt wird –, um die Körperwärme einzuschließen und eine intensivere Färbung zu erzeugen. Normalerweise färbt das Henna die Haut für bis zu zwei Wochen orange. In der marokkanischen Folklore ist die Braut von ihren häuslichen Pflichten befreit, bis das Henna vollständig verblasst ist. Nachdem Braut und Bräutigam mit Henna gesegnet wurden, tragen auch die Gäste Henna auf ihre Handflächen auf, um Glück zu bringen.

### Kleidung
Obwohl die meisten marokkanischen Juden dazu neigen, sich im Stil ihrer jeweiligen Aufnahmeländer zu kleiden, wird traditionelle marokkanische Kleidung gelegentlich bei Feierlichkeiten (wie Mimouna, Hochzeiten, Bar Mitzwas usw.) oder sogar bei intimeren Zusammenkünften, wie dem Schabbat-Dinner, getragen. Männer tragen dabei in der Regel einen weißen Jellaba-Umhang, während Frauen aufwendig verzierte Kaftane tragen.

### Mimouna
Mimouna wird von vielen marokkanischen Juden in der Nacht nach dem letzten Tag von Pessach gefeiert. Die Tradition hat sich zu einem nahezu nationalen Feiertag in Israel entwickelt, insbesondere in Städten mit einer großen marokkanisch-jüdischen Gemeinschaft wie Aschdod, Aschkelon und Netanja.

## Religiöse Praxis
Viele Rabbanim haben Marokko durchquert oder dort verweilt und einen bedeutenden Einfluss hinterlassen. Im Jahr 2008 wurde ein Projekt zur Bewahrung der marokkanischen Torah und der Lehren seiner Ḥakhamim ins Leben gerufen. Die Website DarkeAbotenou.com wurde von einigen Mitgliedern der sephardischen Gemeinschaft Torontos gegründet, die ihre Zeit und Mühe darauf verwenden, das weltweite Bewusstsein für die Bräuche und Gesetze zu fördern, nach denen marokkanische Juden täglich leben.
Tägliche E-Mails werden sowohl auf Englisch als auch auf Französisch versendet, die die Traditionen, religiösen Gesetze und die liturgischen Texte sowohl der französischen als auch der spanischen Regionen Marokkos enthalten. Diese tägliche Publikation wird derzeit in beiden Sprachen verbreitet.

### Liturgie
Der Beobachter eines typischen marokkanisch-jüdischen Gebetsgottesdienstes wird die Präsenz orientalischer Motive in den Melodien bemerken. Allerdings haben die religiösen Gesänge der marokkanischen Juden im Gegensatz zu den Melodien der östlichen Riten (syrisch, irakisch usw.), die von nahöstlichen Klängen beeinflusst wurden, eine eindeutig andalusische Prägung.
Darüber hinaus können die liturgischen Melodien der östlichen Traditionen in Maqams organisiert werden, während die marokkanische Liturgie in Noubas eingeteilt werden kann. Das marokkanische Gebetsritual ist auch unter den sefardischen Bräuchen einzigartig. Der Nusach der marokkanischen Juden enthält viele charakteristische Elemente, hat aber durch die Nähe Marokkos zu Europa und dessen kulturellen Einfluss auch zahlreiche aschkenasische Bräuche übernommen.
Einige Bräuche des marokkanischen Nusach sind:
- Zwei Segenssprüche für das Hallel: Ein Segen (ligmor et ha'Hallel) wird gesprochen, wenn das vollständige Hallel rezitiert wird, während ein anderer Segen (likro et ha'Hallel) gesprochen wird, wenn das verkürzte Hallel rezitiert wird. Andere Sephardim lassen letzteren aus.

- Yiru Enenu: Der Segensspruch, der mit den Worten Yiru Enenu („Unsere Augen sollen sehen“) beginnt, wird nach Hashkivenu im Arvit-Gebet nach dem Schabbat rezitiert. Viele Aschkenasim sprechen diesen Abschnitt jedoch an jedem Wochentag nach Hashkivenu. Diese Tradition wird in Tosafot des Talmud-Traktats Berakhot 4a diskutiert.
- Le’David: Vor dem Arvit-Gebet nach dem Schabbat werden drei Psalmen in einer besonderen Melodie rezitiert, die angeblich der Melodie entspricht, in der die Soldaten von König David sie gesungen haben. Diese Psalmen sind Kapitel 144, 67 und 44 (in dieser Reihenfolge). In einigen Gemeinden beginnt dieser Gebetsteil mit Kapitel 16, dessen Melodie sich auf die darauffolgenden drei Psalmen aufbaut.
- Pesukei DeZimra: Der Eröffnungsvers von Psalm 30 („Mizmor Shir Ḥanukat Habayit LeDavid“) wird während Shaḥarit an Chanukka zusätzlich zum Rest des Psalms rezitiert. Andere Sephardim beginnen auch an Chanukka mit Aromimkha.
- Shir HaShirim: Dieses wird in der Regel zwischen Mincha und Kabbalat Schabbat am Vorabend des Schabbats gelesen. Andere sefardische Gruppen lesen es vor Mincha. Marokkanische Juden singen Shir HaShirim mit einer einzigartigen Kantillation. Ein verbreiteter Brauch ist es, dass jedes Kapitel von einem anderen Gemeindemitglied gesungen wird.
- Vor der Wiederholung der Amida in Shaḥarit und Musaf von Rosch HaSchana und Jom Kippur wird der Hymnus Hashem sham'ati shim'akha yareti („Hashem, ich habe deine Rede gehört und war voller Ehrfurcht“) gesungen. Dieser Vers stammt aus Habakuk 3:2.
- Die marokkanische Melodie für die Tora-Lesung ist einzigartig in der marokkanischen Tradition und unterscheidet sich von allen anderen sefardischen Traditionen, die lediglich verschiedene Varianten der Jeruschalmi-Melodie verwenden.
- Einige der marokkanischen Piyutim (jüdische Gebetsmelodien und Lieder) sollen von den Liedern der Leviim (Leviten) stammen, die auf den Stufen des Beit HaMikdash (Heiliger Tempel in Jerusalem) gesungen wurden.

### Religiöse Bräuche
- Psalm 29 und Lekha Dodi werden während des Kabbalat Schabbat-Gottesdienstes im Sitzen rezitiert.
- Am zweiten Abend von Pessach werden den Gemeindemitgliedern Päckchen mit Salz verteilt, um das erste Zählen des Omer zu markieren. Die Bedeutung des Salzes umfasst sowohl das Gedenken an die Opfergaben im Tempel als auch verschiedene kabbalistische Aspekte.[36]
- Pirke Avot wird während des Musaf-Gebets am Schabbat zwischen Pessach und Schawuot gelesen. Es ist zudem Brauch, dass Jungen vor ihrer Bar Mizwa jedes Kapitel vorlesen, was oft in einer speziellen Melodie geschieht.
- Nach der Rezitation des Hamotzie-Segens über das Brot gibt es den Brauch, das Brot in Salz zu tauchen und dabei die Worte „Adonai melekh, Adonai malakh, Adonai yimlokh le'olam va'ed“ (Übersetzung: „Gott herrscht; Gott herrschte; Gott wird herrschen in alle Ewigkeit“) zu sprechen. Dieser „Vers“ ist eine Zusammenstellung aus drei Versen aus den Psalmen und dem Buch Exodus. Die Gültigkeit dieses Brauchs wurde unter marokkanischen Poskim (rabbinischen Rechtsgelehrten) diskutiert, da er möglicherweise als Unterbrechung des Segens gewertet werden könnte.
- Vor der Magid-Passage des Pessach-Seders wird der Seder-Teller erhoben und über den Köpfen der Anwesenden weitergereicht, während die Worte „Bibhilu yaṣanu mi-miṣrayim, halaḥma 'anya bené ḥorin“ (Übersetzung: „In Eile zogen wir aus Ägypten aus [mit unserem] Brot des Elends, [nun sind wir] freie Menschen“) gesprochen werden.[37]

## Politik

### Beziehung zum Makhzen
Marokkanische Juden haben im Laufe ihrer Geschichte wichtige Positionen im Makhzen bekleidet. Sie dienten oft als Berater des Sultans, Finanzverwalter oder Diplomaten, insbesondere im Handel mit europäischen Mächten.
In der modernen Zeit setzt sich diese Tradition fort: André Azoulay ist derzeit Berater von Mohammed VI., dem König von Marokko.

### Kommunismus
Im 20. Jahrhundert gab es eine Reihe prominenter marokkanisch-jüdischer Kommunisten, darunter Léon Sultan, Elie Azagury, Abraham Serfaty und Sion Assidon. In den Worten von Emily Gottreich: „Obwohl die Marokkanische Kommunistische Partei alle willkommen hieß, hatte sie eine besondere Anziehungskraft auf die städtische, gebildete Elite; fast alle bedeutenden jüdischen Intellektuellen Marokkos traten der Partei zu irgendeinem Zeitpunkt bei.“

### Israelische Politik
Alle zehn Gründungsmitglieder der israelischen Black Panthers – einer kurzlebigen Protestbewegung von 1970 bis 1971, die gegen „ethnische Diskriminierung und die sozioökonomische Kluft“ kämpfte und von antizionistischen Universitätsstudenten inspiriert wurde – waren Kinder marokkanischer Einwanderer.
Mordechai Vanunu, ein Whistleblower, der Informationen über Israels Atomwaffenprogramm enthüllte und später vom Mossad in Rom entführt und in Israel inhaftiert wurde, wurde in Marrakesch geboren.
In Israel haben viele marokkanische Juden in der Politik an Bedeutung gewonnen, darunter Amir Peretz, Orly Levy, Arye Deri, Miri Regev und Naama Lazimi.

## Genetik
Im Laufe der Jahre wurde die DNA der marokkanischen Juden in zahlreichen Studien untersucht. Das allgemeine Bild zeigte, dass ihr Y-DNA-Profil hauptsächlich von derselben levantinischen Quelle stammt wie die überwiegende Mehrheit der Juden weltweit, was bedeutet, dass auch sie Nachkommen der alten Israeliten aus biblischer Zeit sind. Im Fall der aschkenasischen und sefardischen Juden (insbesondere der marokkanischen Juden), die offenbar eng miteinander verwandt sind, besteht die nicht-levantinische Minderheitskomponente ihrer DNA aus südeuropäischen Anteilen.
Genetische Forschungen zeigen, dass etwa 27 % der marokkanischen Juden von einer einzigen weiblichen Vorfahrin abstammen. Eine detaillierte Analyse der mitochondrialen DNA der jüdischen Bevölkerungen Nordafrikas (Marokko, Tunesien, Libyen) wurde 2008 von Doron Behar et al. durchgeführt. Die Analyse kommt zu dem Schluss, dass die Juden aus dieser Region nicht die für die nordafrikanischen Berber- und Araberpopulationen typischen Haplogruppen der mitochondrialen DNA (M1 und U6) teilen.
Behar et al. kommen zu dem Schluss, dass es unwahrscheinlich ist, dass nordafrikanische Juden eine bedeutende arabische oder berberische Durchmischung aufweisen, was „mit den durch religiöse Vorschriften auferlegten sozialen Einschränkungen“ oder Endogamie übereinstimmt. Die Studie stellte zudem genetische Ähnlichkeiten zwischen den aschkenasischen und nordafrikanischen Juden in Bezug auf europäische mitochondriale DNA-Pools fest, jedoch Unterschiede zwischen diesen Diaspora-Gemeinschaften und den Juden aus dem Nahen Osten.
In einer Studie von Campbell et al. aus dem Jahr 2012 wurde jedoch festgestellt, dass die marokkanischen/algerischen, djerbanisch/tunesischen und libyschen Untergruppen des nordafrikanischen Judentums unterschiedliche Anteile an nahöstlicher (40–42 %), europäischer (37–39 %) und nordafrikanischer Abstammung (20–21 %) aufweisen. Dabei sind marokkanische und algerische Juden genetisch tendenziell enger miteinander verwandt als mit djerbanischen und libyschen Juden. Laut der Studie:

„Unterscheidbare nordafrikanisch-jüdische Bevölkerungsgruppen mit Nähe zu anderen jüdischen Gemeinschaften und variablen Anteilen an nahöstlicher, europäischer und nordafrikanischer Abstammung. Zwei Hauptuntergruppen wurden durch Hauptkomponentenanalyse, Nachbarschaftsbaum- und Identitäts-durch-Abstammung-Analyse identifiziert – marokkanisch/algerisch und djerbanisch/libysch –, die sich in ihrem Grad der europäischen Durchmischung unterschieden. Diese Bevölkerungsgruppen wiesen einen hohen Grad an Endogamie auf und gehörten zu einer größeren aschkenasisch-sephardischen jüdischen Gruppe.
Durch Hauptkomponentenanalyse waren diese nordafrikanischen Gruppen orthogonal zu zeitgenössischen Populationen aus Nord- und Südmarokko, der Westsahara, Tunesien, Libyen und Ägypten. Diese Studie ist somit mit der Geschichte der nordafrikanischen Juden vereinbar – mit einer Gründung in der Klassischen Antike durch Proselytismus lokaler Bevölkerungen, gefolgt von genetischer Isolation mit dem Aufstieg des Christentums und später des Islams, sowie einer Durchmischung infolge der Emigration sefardischer Juden während der Inquisition.“